# Проспект Революции (Воронеж)
Проспе́кт Револю́ции — улица Воронежа (Центральный район), одна из главных транспортных магистралей города, начинается от Кольцовского сквера и за мостом через железно-дорожные пути имеет продолжением улицу Ленина. Длина — 2,3 км.

## История
Историческое название — Большая Дворянская улица.
Проспект начал застраиваться более 200 лет назад, в соответствии с регулярным планом 1774 года. Большинство из сохранившихся сейчас зданий было построено во второй половине XIX — начале XX века. Многие здания были разрушены во время боёв за Воронеж в ходе Великой Отечественной войны, большинство из них в середине XX века было восстановлено.

## Пересечения и достопримечательности
На проспекте Революции сохранилось много зданий архитектуры XVIII—XIX веков, практически все они входят в перечень объектов исторического и культурного наследия Воронежской области и города Воронежа.
- № 3 — усадьба Германовской (дом, где родился И. А. Бунин), ныне в здании организован Дом-музей писателя. Мемориальные доски И. Бунину и С. Петровскому).
- Пересечение с улицей Коммунаров
- № 7 — жилой дом, построен в конце XIX века (мемориальная доска Б. А. Келлеру).
- Пересечение с улицей Кольцовской
- № 8 — средне-техническое училище имени Петра I, построено в 1907 году.
- № 10, 12, 14 — Комплекс зданий губернской земской больницы с домовой церковью (3 здания), построены в 1826 г.
- № 18а — Благовещенский кафедральный собор
- Пересечение с улицами Феоктистова и С.Разина.
- № 18 — управление ЮВЖД, 1930—1950 гг.
- № 18 — воронежский дворец, построен в конце XVIII века.
- № 19 — здание I мужской гимназии, мемориальная доска Б. М. Эйхенбауму[4].
- Пересечение с ул. XX лет ВЛКСМ
- № 20 — бывшая школа киномехаников (мемориальная доска В. М. Пескову)
- № 21 — здание Казённой палаты, 1787 год.
- Пересечение с ул. Чайковского
- № 22 — дом народных организаций (Дом губернатора) 1780—1880 гг., мемориальная доска А. Т. Прасолову[5]
- № 23 — губернское правление, 1788—1859 гг.
- № 24 — духовная семинария, 1880-е гг.
- № 25 — губернская почтовая контора, мемориальная доска М. Ю. Лермонтову[6].
- № 27 — гостиница Шванвича, 1840 год. Иногда здание называют «Дом со львами». Сейчас здесь находится адвокатская контора «Баев и партнёры».
- № 29 — здание духовной семинарии, 1822—1873 гг., мемориальная доска И. С. Никитину[7]
- № 30 — дом Тулинова, начало XIX века[8].
- Пересечение с ул. Комиссаржевской
- № 32 — Мариинская гимназия, 1875—1905 гг.
- № 33 — дом книги, 1935 год.
- Пересечение с улицей Пятницкого.
- № 35 — дом связи, 1937 год.
- Пересечение с ул. 25 октября
- № 37 — дом Капканщикова, построен в начале XIX века.
- № 39 — усадьба Сомова, где размещалась редакция «Воронежский Телеграф» и редакция «Воронежская коммуна» (2 здания), 1913 год, мемориальная доска А. Платонову[9].
- № 41 — здание музыкального училища, 1913 год, мемориальная доска А. Твардовскому[10].
- № 42 — гостиница Самофалова «Центральная», конец XIX века, мемориальная доска Г. И. Успенскому, А. П. Чехову, В. В. Маяковскому[11].
- № 43 — гостиница «Бристоль», 1910 год.
- № 44 — гостиница Самофалова, конец XIX века.
- № 45 — дом Вансовича, 1890-е гг.
- № 46 — дом Самофалова, 1880-е гг.[12]
- № 47 — дом Михайлова, 1880-е гг.
- № 48 — дом, где жил писатель Шубин, 1880-е гг., мемориальная доска[13]
- № 50 — Воронежский театр кукол «Шут»
- № 55 — здание Воронежского академического театра драмы им. А.Кольцова. 1886—1930, с учётом многочисленных перестроек.
- № 56 — кинематограф «Увечный воин», 1916 год.
- Пересечение с улицей К.Маркса
- № 58 — дом торговли «Утюжок», 1930—1950 гг.
- Площадь Ленина (Воронеж)

На пересечении проспекта Революции и улицы Феоктистова находится Благовещенский кафедральный собор — второй по размерам, после Храма Христа Спасителя, храм России. На улице расположены памятники Платонову, Никитину (на пересечении с улицей Карла Маркса), Петру I в Петровском сквере. Рядом с Кукольным театром установлен памятник литературному герою Биму.
На пересечении проспекта с улицей Карла Маркса находится кинотеатр «Пролетарий».

## Животный мир
Экологическим клубом «Воронежский меридиан» и студентами Воронежского педагогического университета были проведены исследования популяции голубей в Воронеже. Результаты показали, что в центре Воронежа (в районе проспект Революции и ул. Ф. Энгельса) обитают сизые голуби. Их численность меньше, чем на севере города.

## Галерея

### Исторические фотографии

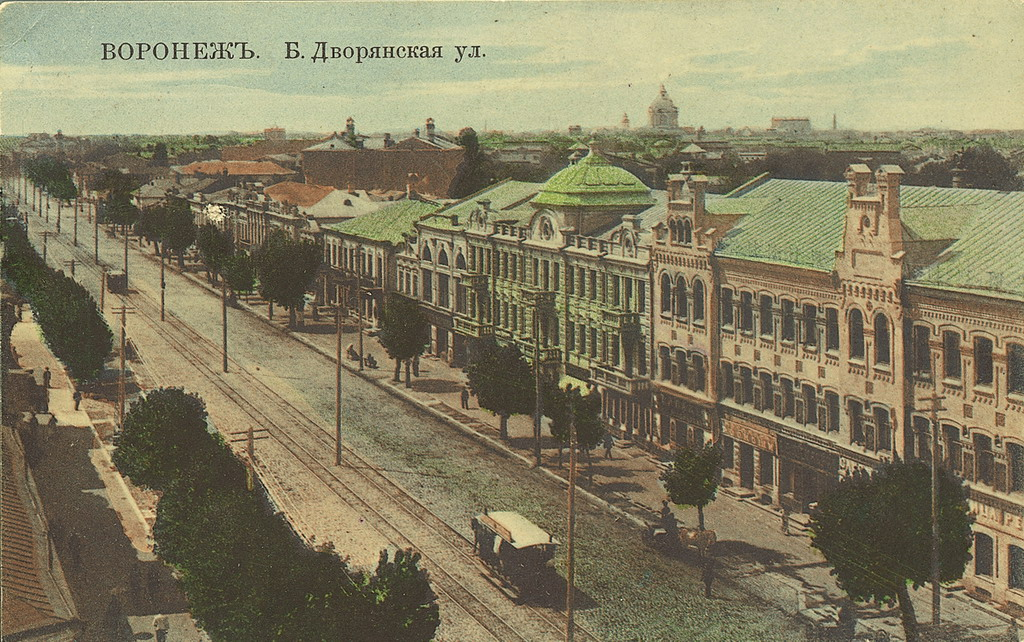
Улица Большая Дворянская в конце XIX века
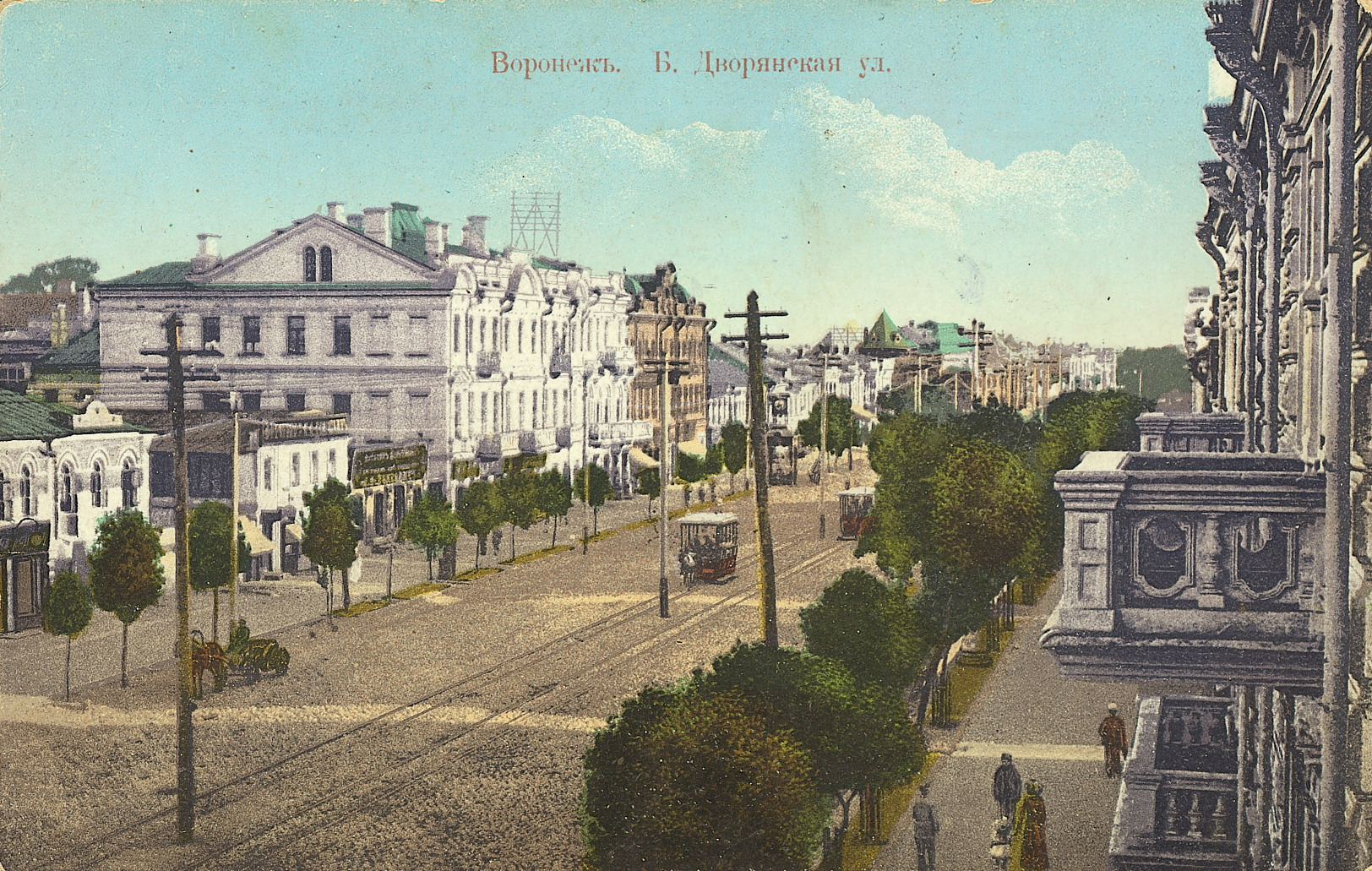
Улица Большая Дворянская, вид на драматический театр
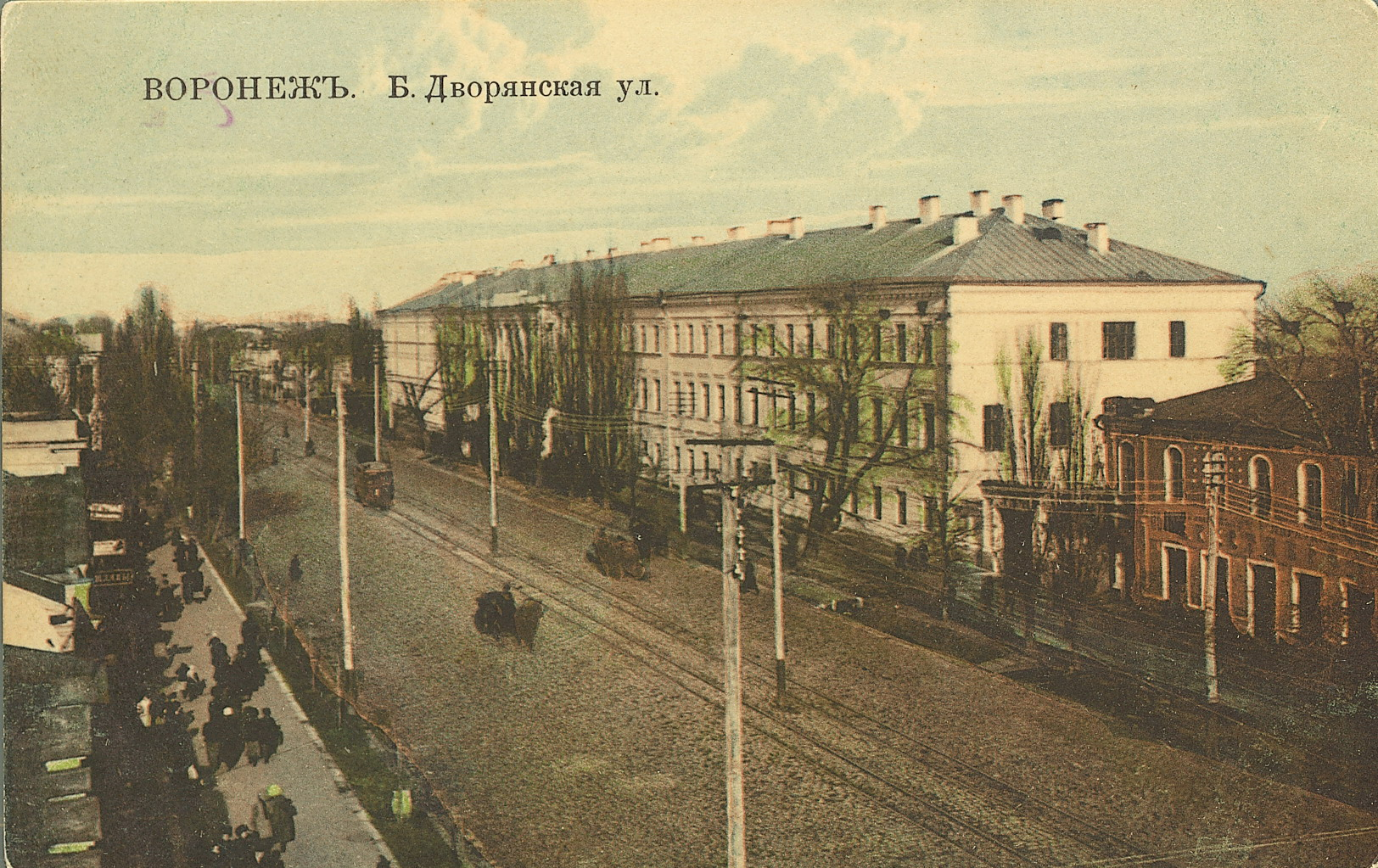
Улица Большая дворянская

### Здания

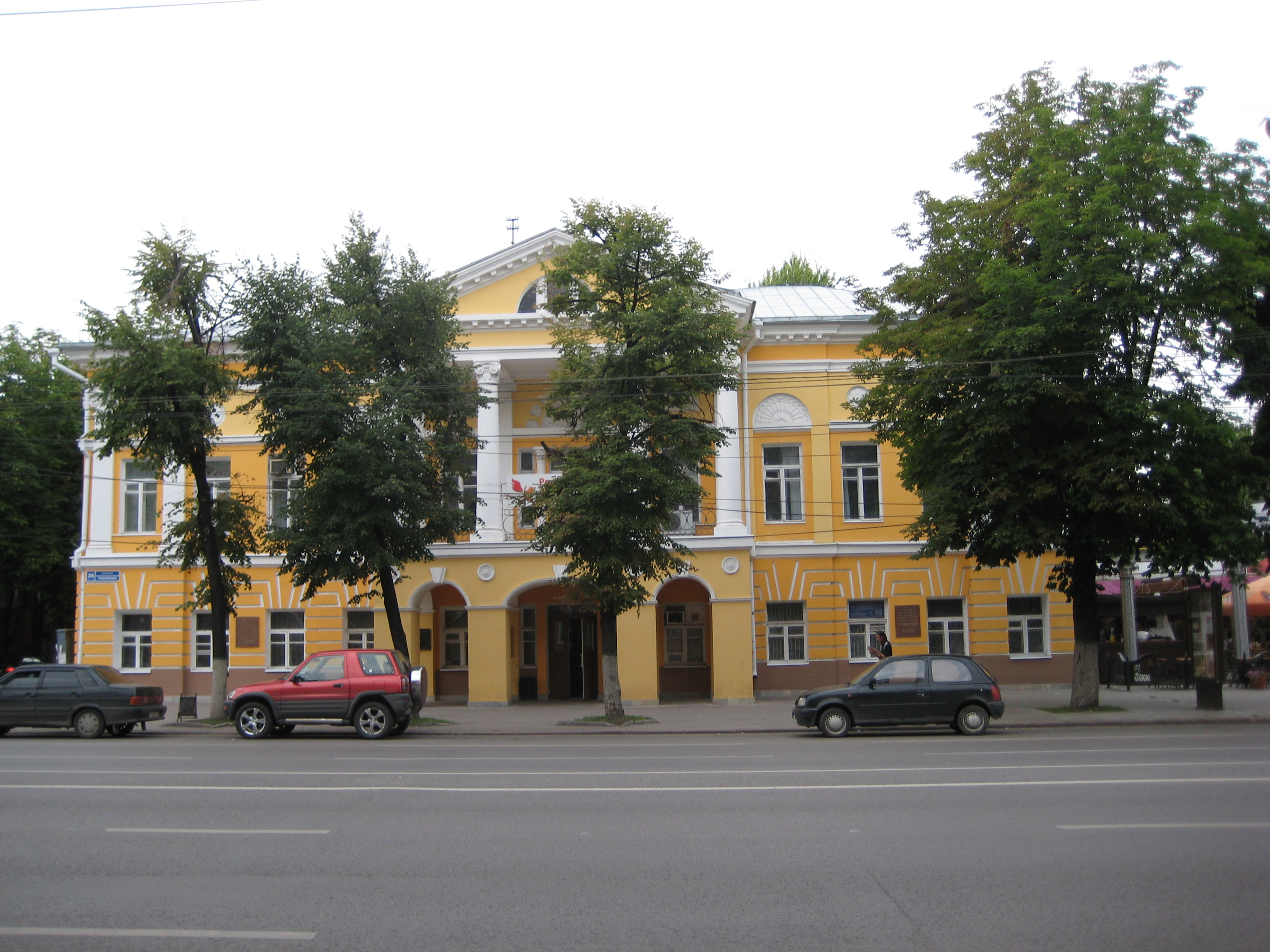
Дом Тулинова
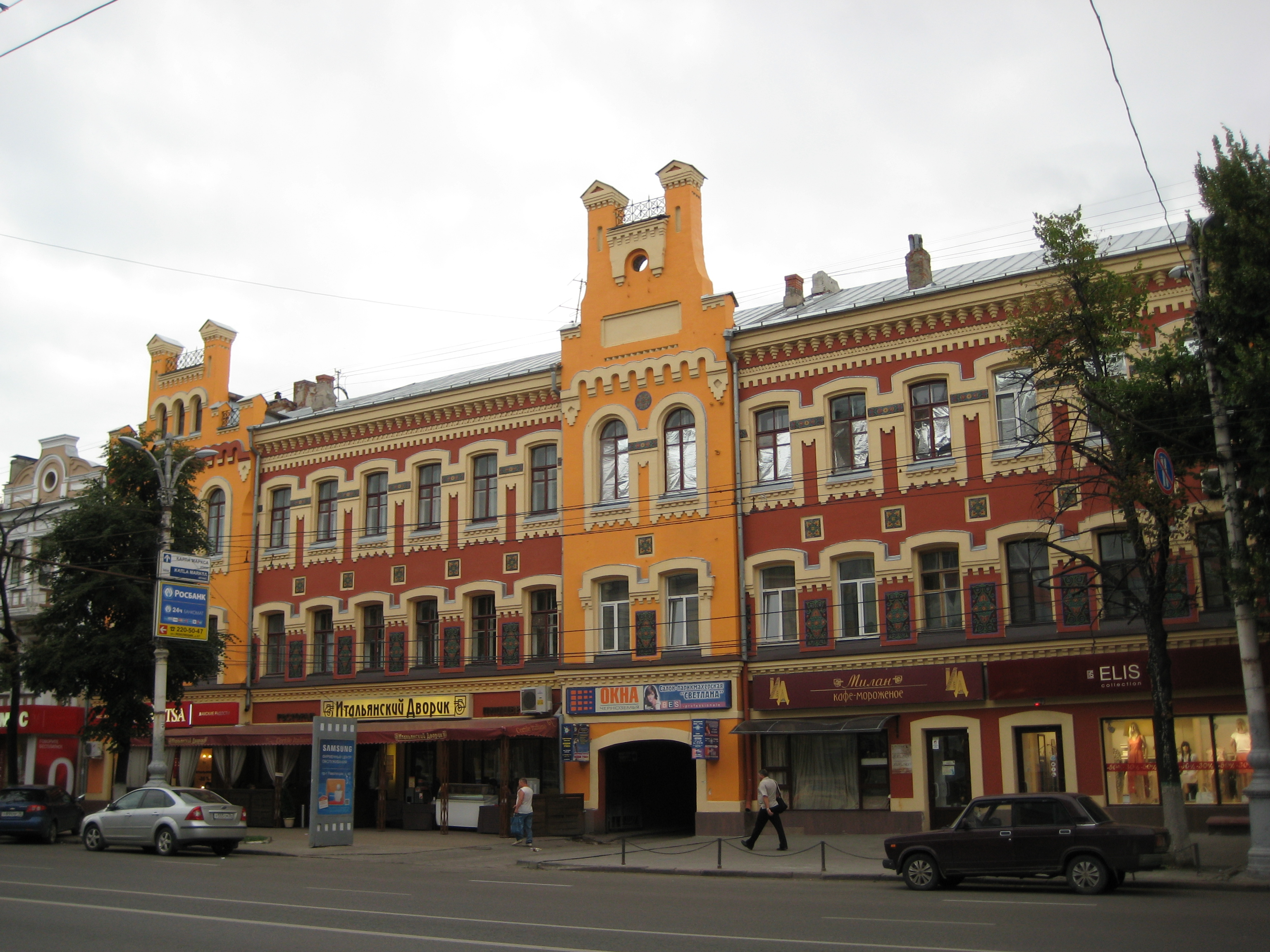
Гостиница Самофалова
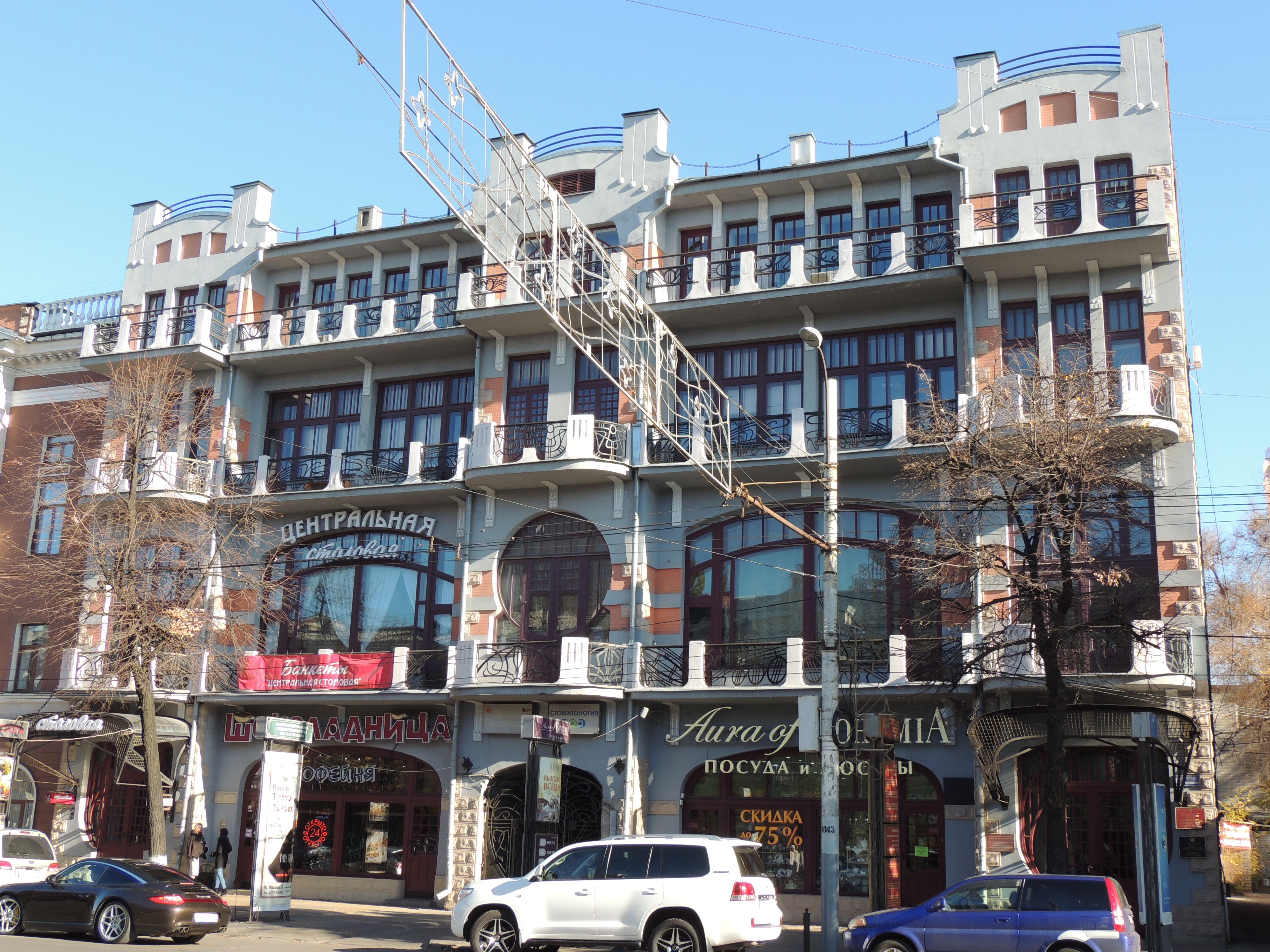
Гостиница «Бристоль»
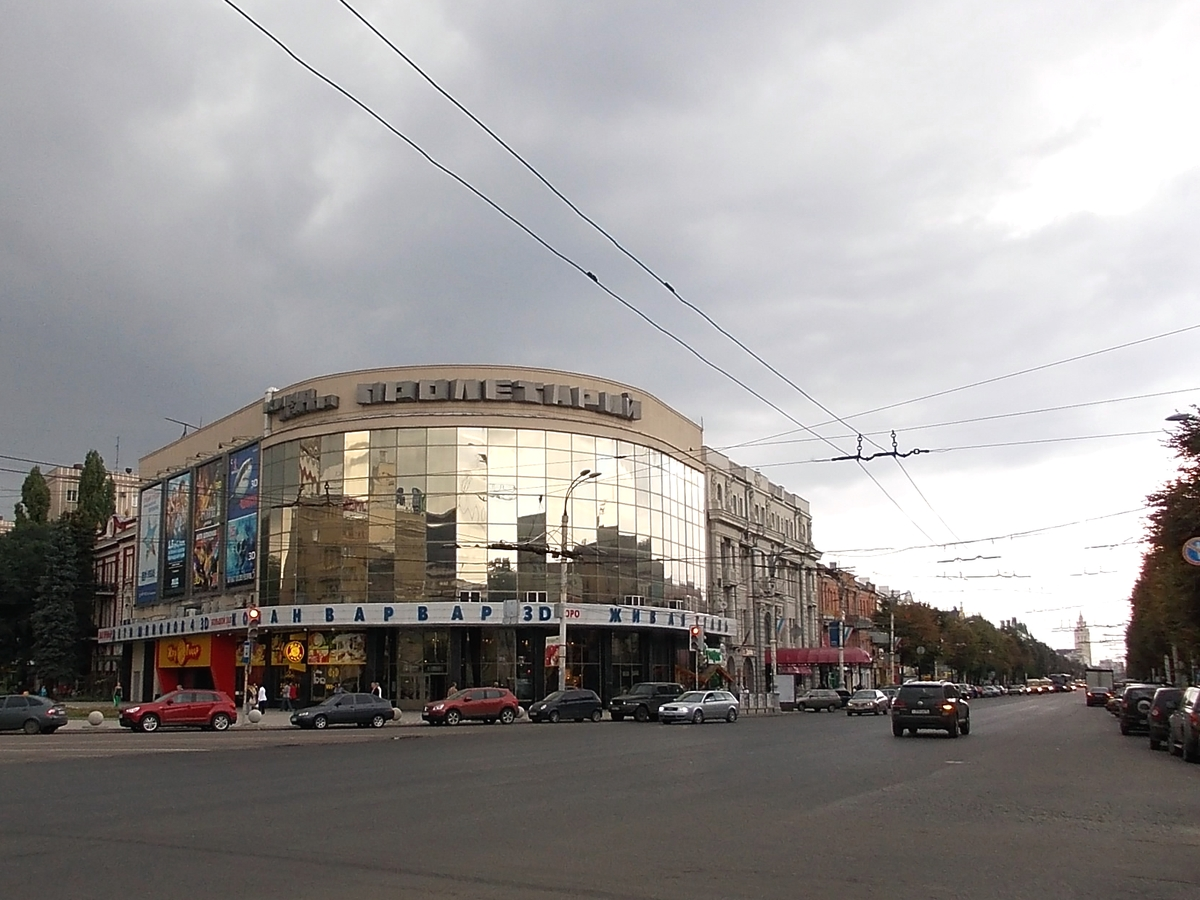
Кинотеатр «Пролетарий»
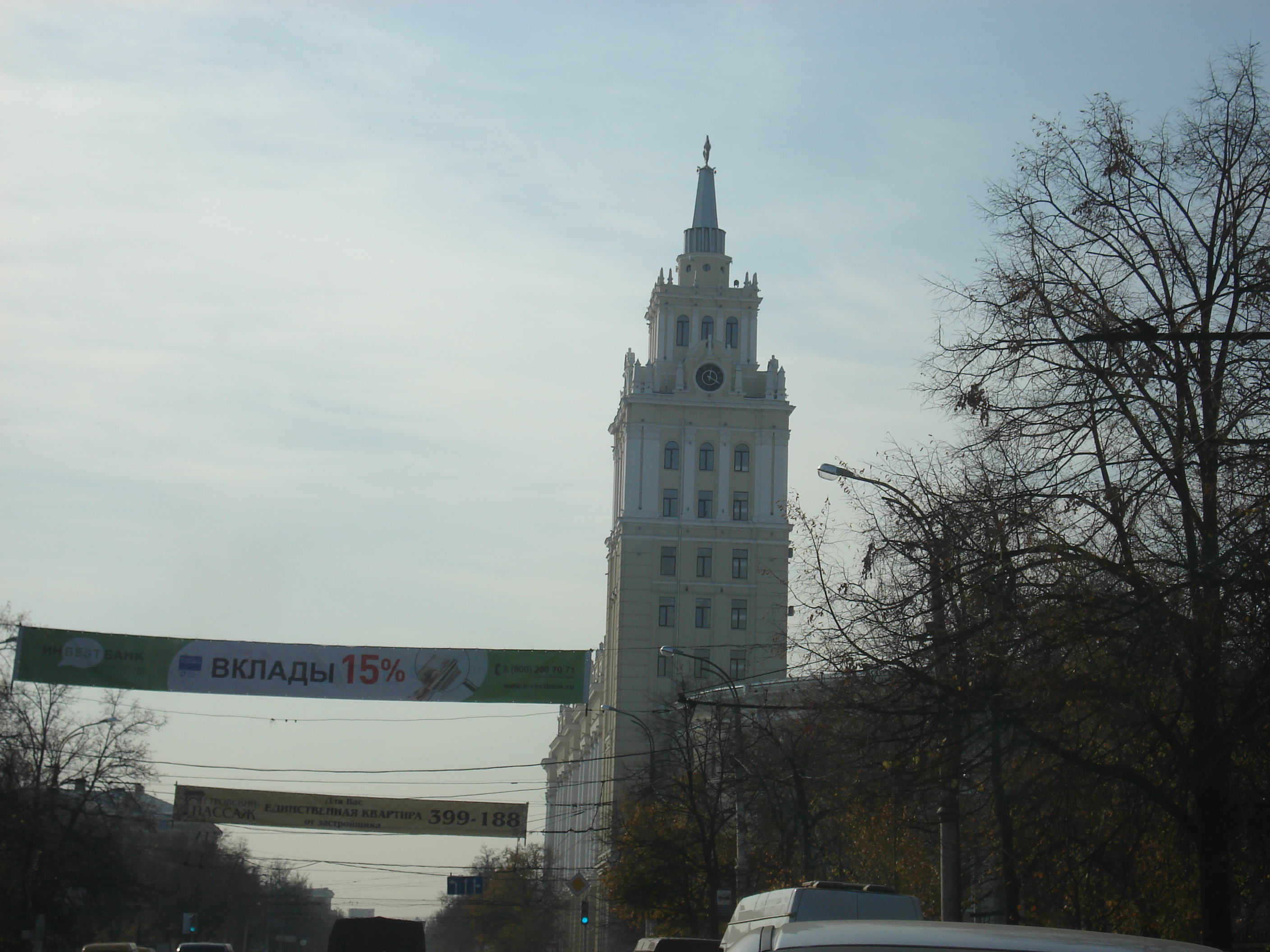
Здание управления ЮВЖД

### Памятники

Памятник Биму
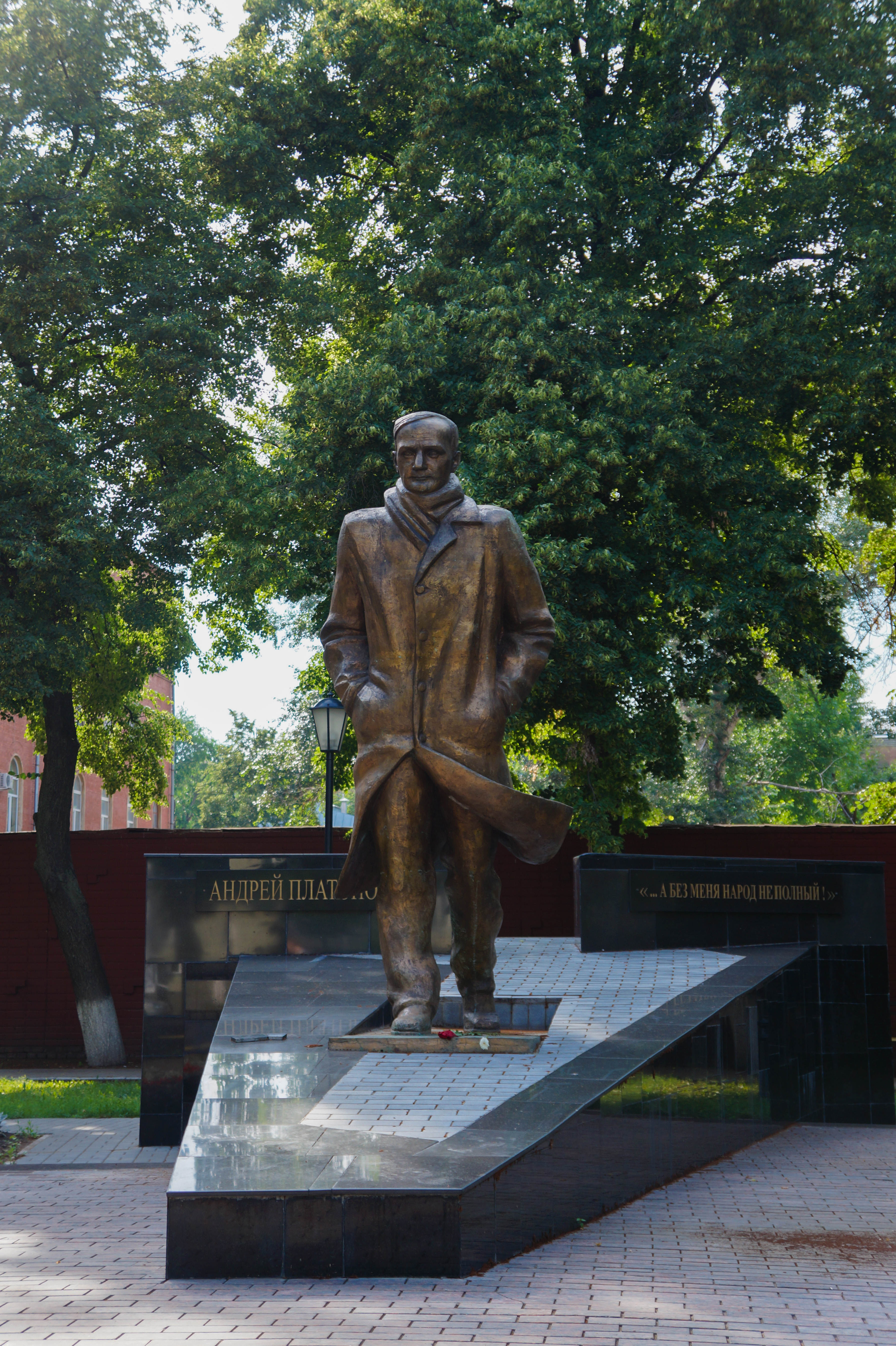
Памятник А. П. Платонову
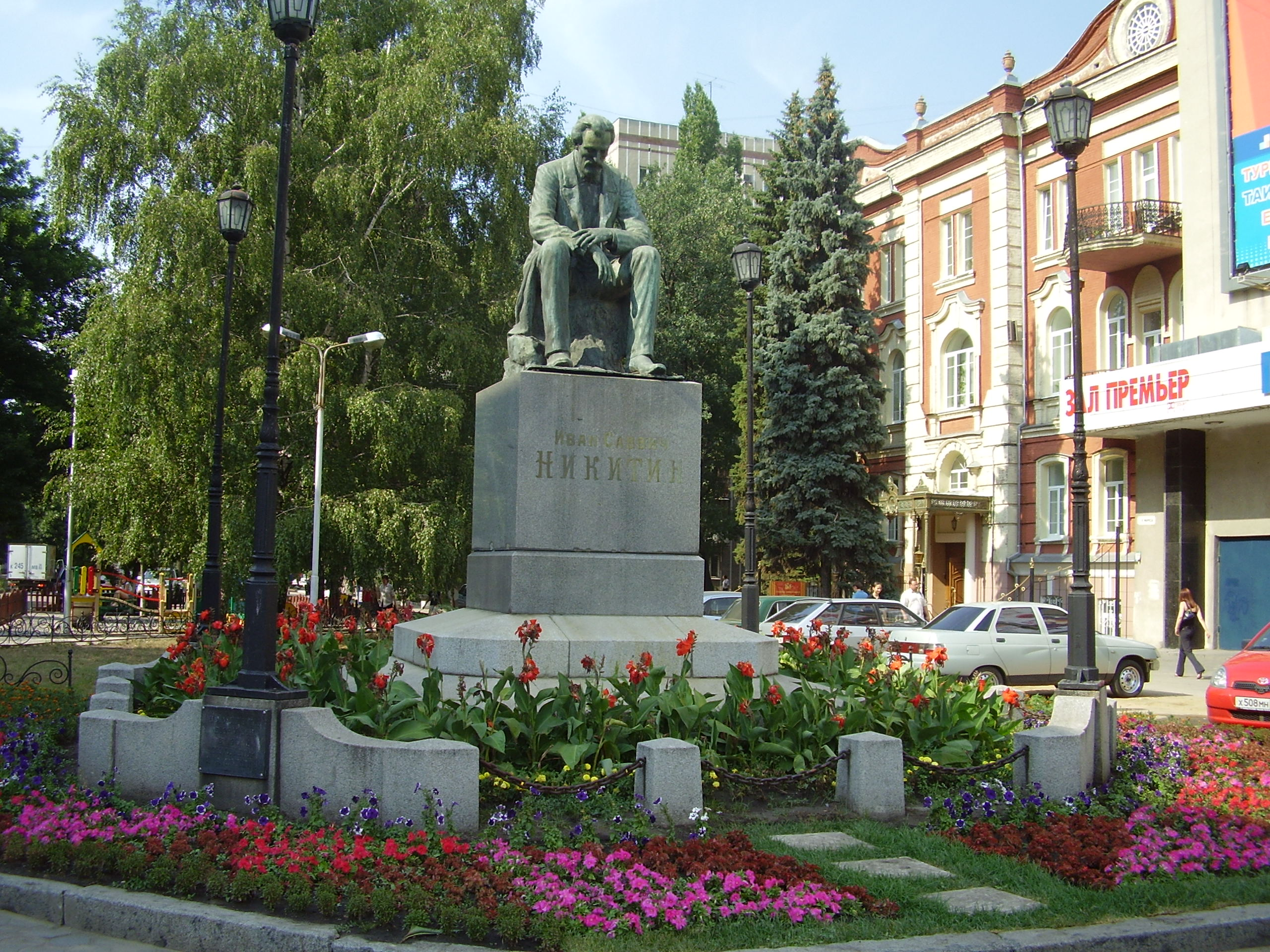
Памятник И. С. Никитину